# 래퍼해녹강 (미국)

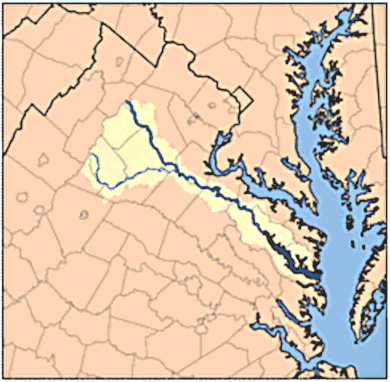
래퍼해녹강 연안

래퍼해녹강(Rappahannock River)은 블루리지산맥에서 발원하여 미국 버지니아주를 관통하여 체서피크만으로 흘러들어가는 약 294 km(184마일)의 강이다. 남북 전쟁 당시 이 강을 경계로 남부(남부동맹)와 북부가 갈리었으며, 현재도 남부와 북부로 구분하는 기준을 래퍼해녹강으로 삼고 있다. 미국의 역사에서 이 강은 중요한 의미를 가지는데, 버지니아에 정착한 최초의 이민들이 처음 정착했던 곳이기도 하며, 남북 전쟁 중에는 이 강 주변에서 숱한 전투가 치러졌다.